# Елантуб
Елантуб (баш. Йылантөп) — деревня в Дуванском районе Республики Башкортостан Российской Федерации. Входит в состав Улькундинского сельсовета.

## География

### Географическое положение
Находится у истока реки Кошелевки.
Расстояние до:
- районного центра (Месягутово): 30 км,
- центра сельсовета (Улькунды): 5 км,
- ближайшей ж/д станции (Сулея): 105 км.

## История
Возникла деревня как выселок Улькунды, самостоятельным населенным пунктом стала в начале XX века.

## Население
| 2002 | 2010 |
| ---- | ---- |
| 119  | ↘85  |